# Косарев, Василий Васильевич
Косарев Василий Васильевич (28 февраля 1896, дер. Шуклино, Устюженский уезд, Новгородская губерния, ныне в составе Устюженского района Вологодской области Российской Федерации — 30 ноября 1958, Москва) – советский военачальник, в годы Великой Отечественной войны командовавший сапёрными армиями. Генерал-лейтенант инженерных войск (1944).

## Биография
Русский. В Русской императорской армии с 1916 года. Служил рядовым в инженерной дружине. Участник Первой мировой войны.
В Красной Армии с февраля 1918 года, вступив в неё одним из первых добровольцев. Зачислен курсантом на Первые Петроградские советские военно-инженерные курсы, оттуда переведён Петроградский военно-инженерный техникум и окончил его в декабре 1918 года. Активный участник Гражданской войны в России: командир 5-й отдельной бригадной сапёрной роты в 9-й армии на Южном фронте, был младшим прорабом отдела военного строительства Управления путей сообщения Южного фронта (1919—1920). В 1921 году участвовал в подавлении Кронштадтского восстания. Член РКП(б) с 1919 года.
После войны командовал дорожно-мостовой ротой, служил помощником производителя работ Управления строительных работ Украинского военного округа, начальником района в этом управлении. В 1925 году направлен на учебу в Военно-транспортную академию РККА, вскоре расформированную. Оттуда переведён в другую академию.
В 1929 году окончил Военно-техническую академию РККА имени Ф. Э. Дзержинского (1929). С апреля 1929 года – помощник младшего прораба управления начальника работ № 28, главный инженер Коростеньского укрепрайона Украинского военного округа.  С октября 1930 года — помощник начальника Управления строительных работ Белорусского военного округа. С декабря 1933 года — начальник инженеров Северной военной флотилии. Флотилия была создана тогда же и никаких военно-морских баз и береговой инфраструктуры не имела в принципе, поэтому её первому начальнику инженеров В. В. Косареву пришлось строить буквально всё. В мае 1934 года назначен начальником инженеров Балтийского флота. С февраля 1937 года — начальник отдела в Управлении инженерных войск Киевского военного округа, имел воинское звание «военинженер 1-го ранга».
В октябре 1938 года по сфабрикованному обвинению был арестован органами НКВД СССР и уволен из РККА. 14 декабря 1940 года освобожден по решению военного трибунала Киевского Особого военного округа, восстановлен в партии. Вскоре ему было присвоено воинское звание «полковник». В марте 1941 года назначен преподавателем кафедры фортификации Военной инженерной академии имени В. В. Куйбышева.
Участник Великой Отечественной войны. 27 ноября 1941 года был назначен командующим 7-й саперной армией. Армия была сформирована в Приволжском военном округе (штаб первоначально находился в Саратове) на базе 2-го, 15-го, 17-го и 19-го управлений военно-полевого строительства, вскоре передана в Сталинградский военный округ. Армия под его командованием возводила оборонительный рубеж в Саратовской и Сталинградской областях по линии Петровское – Аткарск — Фролово. В феврале 1942 года 7-а сапёрная армия передана в оперативное подчинение Юго-Западному фронту, в интересах которого возводила оборонительный рубеж в Ворошиловградской области по pекам Оскол и Дон.
С марта 1942 года — командующий 1-й саперной армией на Западном фронте. Армия совершенствовала оборонительные рубежи, строила и ремонтировала автомобильные дороги и аэродромы, отвечала за разминирование освобожденной в ходе битвы за Москву местности, а также выполняла задания по изготовлению деревянных мостовых парков и сапёрных лодок для инженерных частей фронта. Главной задачей армии было воссоздание Можайской линии обороны в преддверии ожидавшейся Ставкой Верховного Главнокомандования наступления немецких войск на Москву в летнюю кампанию 1942 года.
С мая 1942 года — заместитель командующего войсками Калининского фронта по инженерной части, одновременно начальник инженерных войск Калининского фронта. На этом фронте участвовал в Первой Ржевско-Сычевской, Великолукской, Ржевско-Вяземской, Смоленской и Невельской наступательных операциях. Генерал-майор инженерных войск (14.2.1943).
Из боевой характеристики командующего войсками Калининского фронта И. С. Конева: «Генерал Косарев В. В. во время проводимых Калининским фронтом боевых операций 1941-42 гг. провел огромную работу по рациональному использованию саперных войск во взаимодействии с другими родами войск. В этот период провел колоссальную работу в войсках и лично руководил инженерным строительством. Дисциплинированный, грамотный командир. Он обладает не только инженерной подготовкой, но и профессионально развит в оперативно-тактическом отношении. Умеет учить и руководить саперными войсками».
С 20 октября 1943 года — заместитель командующего по инженерной части 1-го Прибалтийского фронта - начальник инженерных войск фронта. Командующий войсками фронта И. Х. Баграмян также высоко оценивал его: «Генерал-лейтенант инженерных войск тов. Косарев больше трех лет исполняет должность начальника инженерных войск 1-го Прибалтийского фронта. Он отлично знает свое специальное инженерное дело, имеет хорошую тактическую и оперативную подготовку. Проявил большие знания и опыт в организации взаимодействия инженерных войск в Витебской, Шяуляйской, Кёнигсбергской и других операциях фронта, отлично обеспечив форсирование крупных речных преград, как, например, Западная Двина и Неман. Смелый, решительный, волевой и требовательный генерал. Всегда находится в наиболее опасных местах боя, показывая войскам пример храбрости, спокойствия и разумного использования войск. Хороший организатор, умеющий воспитывать кадры, передавать подчиненным свои знания и боевой опыт». Участник Витебской, Белорусской, Прибалтийской, Восточно-Прусской наступательных операций и штурма города-крепости Кёнигсберг. При планировании операции по освобождению Риги предложил перекрыть плотинами реки Мемеле и Муша выше участка, на котором планировалось форсирование. Это идея была реализована оказала значительное влияние на последующий успех наступления. После того, как 1-й Прибалтийской фронт в феврале 1945 года был преобразован в Земландскую группу войск 3-го Белорусского фронта, генерал Косарев был назначен её заместителем командующего по инженерной части — начальником инженерных войск. Генерал-лейтенант инженерных войск (13.9.1944).
После войны В. В. Косарев продолжал службу в Советской Армии. С июля 1945 года — начальник инженерного управления Особого военного округа (штаб в Кёнигсберге), с октября 1945 — начальник инженерного управления Прибалтийского военного округа. С апреля 1946 года — заместитель начальника инженерных войск Сухопутных войск — начальник управления оборонительного строительства Сухопутных войск.
В октябре 1948 года переведён в Военно-морской флот СССР и назначен на должность начальника Главного инженерного управления ВМС. С сентября 1952 – первый заместитель начальника Главного военно-морского инженерного управления, с мая 1953 года — заместитель начальника инженерного управления ВМС, с октября 1954 — заместитель начальника Главного инженерного управления ВМС. С августа 1957 года тяжело болел, находился на лечении.
Скончался 30 ноября 1958 года в Москве. Похоронен на Новодевичьем кладбище.

## Награды
- орден Ленина (21.02.1945)
- четыре ордена Красного Знамени (1923, 3.11.1944, 1948, 1949)
- орден Кутузова 1-й степени (19.04.1945)
- орден Суворова 2-й степени (29.07.1944)
- орден Отечественной войны 1-й степени (22.09.1943)
- орден Трудового Красного Знамени (21.02.1942)
- орден Красной Звезды (1936)
- медали